# 一柳直堅
一柳 直堅（ひとつやなぎ なおかた）は、江戸時代中期の伊予国小松藩の世嗣。

## 生涯
延宝8年（1680年）、小松藩2代藩主・一柳直治の三男（嫡男）として誕生。母は正室の性善院（近江国大溝藩主・分部嘉治の娘）。
元禄12年（1699年）8月9日、男子のなかった14歳年長の庶長兄・一柳頼徳（のちに3代藩主となる）の養子となり、同月26日に徳川綱吉に拝謁する。ゆくゆくは4代藩主となることが予定されていたが、宝永2年（1705年）4月に父や兄に先立って早世した。享年26。江戸・三田の中道寺に葬られた。
頼徳は直堅の死の直後、宝永2年（1705年）閏4月に、直治から家督を譲られて藩主となる。頼徳は甥の一柳頼邦（次兄・一柳治良の長男）を養子に迎え、頼邦が4代藩主となった。